# Zabka cooki
Espèce
Synonymes
- Euophrys cooki Żabka, 1985

Zabka cooki est une espèce d'araignées aranéomorphes de la famille des Salticidae.

## Distribution
Cette espèce est endémique du Viêt Nam. Elle se rencontre dans les provinces de Ninh Bình et de Nghệ An.

## Description
La carapace de la femelle holotype mesure 1,80 mm de long et l'abdomen 1,60 mm.
Le mâle décrit par Wang, Li et Pham en 2023 mesure 3,01 mm et la femelle 2,99 mm.

## Systématique et taxinomie
Cette espèce a été décrite sous le protonyme Euophrys cooki par Żabka en 1985. Elle est placée dans le genre Zabka par Wang, Li et Pham en 2023.

## Étymologie
Cette espèce est nommée en l'honneur de James Cook (1728-1779).

## Publication originale
- Żabka, 1985 : « Systematic and zoogeographic study on the family Salticidae (Araneae) from Viet-Nam. » Annales Zoologici, vol. 39, no 11, p. 197-485.